# 普済寺 (村上市)

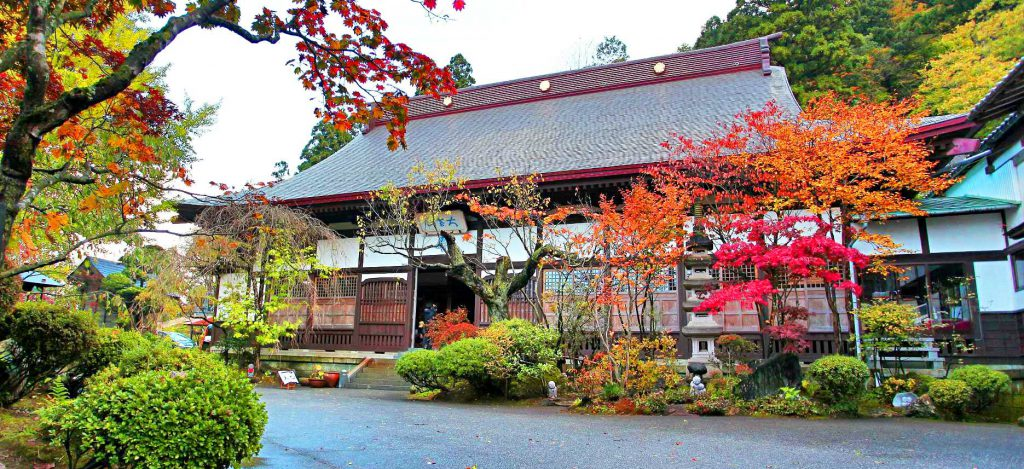
本堂

普済寺（ふさいじ）は、新潟県村上市大場沢にある曹洞宗の寺院。山号は大葉山（だいようざん）。本尊は釈迦牟尼仏、村上出身の戦国武将の鮎川清長の菩提寺であり、鮎川氏が居城とした、新潟県指定有形文化財である大葉澤城跡の麓にある。創建は大永7年（1527年）。本堂には村上市出身の絵師であり、村上堆朱の発展に大きく寄与した、有磯周齋の作とされる合計12枚の天井絵図が壮観である。

## 歴史
明応7年（1497年）村上にある耕雲寺（普済寺の本寺）の第8世固剛宗厳和尚が普済寺に入寺。村上出身の戦国武将である鮎川信濃守清長により開基され、同和尚により大永7年（1527年）に創建された。なお、鮎川信濃守清長の菩提寺でもある。慶長3年（1599年）、上杉氏が豊臣秀吉の命により会津に転封され、鮎川氏も上杉氏に伴って会津に移ったため、大葉澤城は廃城となった。
普済寺第4世住職である桐庵宗紋和尚から第9世明山芳晢和尚に至るまで（1570年〜1637年）普済寺の末寺（分家寺）13ヶ寺を開山され江戸時代にはこの地方の中本寺格の寺であった。第5世安獄守康和尚により、山形県鶴岡市にある天澤寺を開山（天澤寺は、加藤清正の嫡子である当時熊本藩主であった加藤忠廣が、寛永9年（1632年）に改易となり、酒井氏に預けられた際、酒井氏は丸岡城に加藤忠廣の居館などを造り居住させたが、その折に父である加藤清正の遺骨を持ち帰り後に同天澤寺に五輪塔を建立、供養していたと伝わる。
のちの昭和38年（1963年）同五輪塔と丸岡城が山形県指定文化財に指定され、大正期より天澤寺において毎年加藤清正の命日にあたる7月24日前後に清正公祭が執り行われる。最近では、天澤寺住職である庄司良圓和尚と親交のある普済寺第33世角一覚隆和尚が同地を訪れ両和尚による清正公祭が皆川治鶴岡市帳も同席するなど盛大に行われた。）村上市間島に仲雲寺開山。第6世了然栄悟和尚により下新保に大儀寺開山。第7世天松祖龍和尚が猿沢に瑞雲寺、岩沢に医泉寺、鵜渡路に仏沢寺、伯尾に柏樹寺を開山。第8世快翁存慶和尚が上野に茗荷寺を開山。
第9世明山芳晢和尚が、馬下に永徳寺、天神岡に常栄寺、黒田に徳蔵寺、日下に鑑窓寺を開山。1639年江湖会（ごうこえ）の際出火、伽藍焼失。安政3年（1856年）7月5日には火災に遭い、文久3年（1863年）3月第28世慈海孝順大和尚により再建されて現在の本堂となる。1979年（昭和54年）に第33世角一覚隆和尚が赴任、翌1980年（昭和55年）より角一覚隆和尚自ら石を曳き土を搬び植栽をして約40年におよび整備がすすめられてきた。
本堂を中心に前庭と正面階段の向かって右側の石組（およそ300トンの石）脇参道（車道）の両側庫裡側の土留の石組、庭（池泉回遊式日本庭園）全体で、千トン近い石が配置され現在の形になっている。なお作庭は、新発田市在住の庭師で遠藤庭園創作所の所長である遠藤太一によってすすめられ、1980年（昭和55年）から開始した庭造りの全てが手掛けられた。

## 歴代住持
- 開  山 固剛宗厳
- 第2世 耕雲宗栄
- 第3世 通山祖川
- 第4世 桐庵宗紋
- 第5世 安獄守康
- 第6世 了然栄悟
- 第7世 天松祖龍
- 第8世 快翁存慶
- 第9世 明山芳晢
- 第10世 説傳芳悦
- 第11世 萬外雲寿
- 第12世 奥嶺守盛
- 第13世 斧峰三咄
- 第14世 高山一峰
- 第15世 称山特獅
- 第16世 古巌斧碧
- 第17世 為本孝順
- 第18世 法山恵充
- 第19世 都山画京
- 第20世 宛応増轉
- 第21世 廓無大然
- 第22世 卍庵道底
- 第23世 曹海晋流
- 第24世 泰嶽俊喬
- 第25世 道林瑞苗
- 第26世 東林大周
- 第27世 迂谷慧喬
- 第28世 慈海孝順
- 第29世 椿山保寿
- 第30世 恵日東嶺
- 第31世 至順孝道
- 第32世 祖嶽孝雄
- 第33世 如山覚隆